# Yukari Asada
Yukari Asada –en japonés, 浅田 ゆかり, Asada Yukari– (7 de enero de 1972) es una deportista japonesa que compitió en judo. Ganó tres medallas en el Campeonato Asiático de Judo entre los años 1991 y 1995.

## Palmarés internacional
| Campeonato Asiático | Campeonato Asiático | Campeonato Asiático | Campeonato Asiático |
| Año                 | Lugar               | Medalla             | Categoría           |
| ------------------- | ------------------- | ------------------- | ------------------- |
| 1991                | Osaka (Japón)       | Medalla de plata    | +72 kg              |
| 1993                | Macao (Portugal)    | Medalla de bronce   | +72 kg              |
| 1995                | Nueva Delhi (India) | Medalla de plata    | +72 kg              |